# Ганьон, Сильвен
Сильвен Ганьон (фр. Sylvain Gagnon; род.30 мая 1970 года в Долбо-Мистассини, провинция Квебек) — канадский конькобежец, специализирующаяся в шорт-треке. Серебряный призёр Олимпийских игр 1992 года. 3-х кратный чемпионкой мира. Неоднократный призёр чемпионатов мира.

## Биография
Сильвен Ганьон — старший брат более известного Марка Ганьона-трёхкратного Олимпийского чемпиона. С середины 80-х годов Сильвен занимался конькобежным спортом. В 1989 году на первом своём чемпионате мира в Солихалле он выиграл серебро с командой в эстафете и повторил тот же результат в Амстердаме на следующий год. На Олимпийских играх в Альбервилле 1992 года Сильвен вместе с Марком Лэки, Мишелем Деньо и Лораном Деньо выиграли серебряную медаль в эстафете. В финале выступали Южная Корея (с мировым рекордом в первом раунде эстафеты), Канада, Япония и Новая зеландия. С самого начала борьбу за первое место повели корейцы и канадцы, до последнего круга непонятно было, кто выиграет гонку. На последнем повороте канадец Мишель Деньо взял немного правее в сторону, чем воспользовался шедший за ним кореец Ким Ги Хун, он проскользнул в этот промежуток и выкинул конёк вперёд, тем самым завершил гонку первым. Разочарованию канадцев не было предела. На следующий год Сильвен участвовал на чемпионате мира в Пекине, где выиграл на 1500 метров, был вторым на 1000 метров и занял второе место в общем зачёте. Золотую медаль в эстафете он получил на мировом первенстве в Йевике. В том же году на командном чемпионате мира Сильвен помог выиграть золото своей команде. После он завершил свою карьеру.